# Пора сідлати коней
«Пора сідлати коней» (азерб. «Qanlı zəmi») — радянський художній історичний фільм 1983 року, знятий на кіностудії «Азербайджанфільм».

## Сюжет
Дії фільму відбуваються в кінці XIX століття. Картина оповідає про боротьбу бідняків під керівництвом народного героя Гачаг Набі проти феодальної знаті, царських намісників і торговців. Разом з героєм бореться і його дружина Хаджар. Не зумівши здолати мужнього ватажка повстання, вороги віроломно вбивають його.

## У ролях
- Гасан Турабов — Набі  (озвучив Сергій Мартинов)
- Мемунат Курбанова — Хаджар (озвучив Валентина Тежик)
- Гюмрах Рагімов — здоровань Велі
- Енвер Гасанов — Сірадж (озвучив Вадим Грачов)
- Омір Нагієв — Калиш
- Ельданіз Кулієв — Мірза
- Расім Балаєв — Селім-бек (озвучив Олександр Бєлявський)
- Раміз Азізбейлі — Коха (озвучив Олег Голубицький)
- Шахмар Алекперов — Ібрагім (озвучив Віктор Филиппов)
- Мухтар Манієв — губернатор
- Джейхун Мірзоєв — епізод
- Микола Бармін — епізод

## Знімальна група
- Режисери — Абдул Махмудов, Гасанага Турабов
- Сценаристи — Ахмед-ага Муганли, Сулейман Рустам
- Оператор — Кенан Мамедов
- Композитор — Емін Махмудов
- Художник — Кяміль Наджафзаде